# Laminaria
Laminària és un gènere amb 31 espècies d'algues brunes (Phaeophyceae). És un gènere economicàment important que està caracteritzat per tenir làmines de mida relativament gran, poden tenir la làmina perforada. Es troben a la part nord dels oceans Atlàntic i Pacífic a fondàries d'entre 8 i 30 m i excepcionalment a la de 120 m al Mediterrani i Brasil.
Es cultiven principalment per l'alginat, el iode i el manitol, el principal productor és la Xina. Aquest gènere conté la majoria despècies compreses sota el terme "Kombu", algues comestibles molt consumides als països de l'Àsia Oriental com el Japó i la Xina.

## Taxonomia
- Laminària abyssalis A.B. Joly & E.C. Oliveira — Amèrica del Sud[5][6]
- Laminària agardhii Kjellman[7] —  [8]
- Laminària appressirhiza J. E. Petrov & V. B. Vozzhinskaya[9]
- Laminària brasiliensis A. B. Loly & E. C. Oliveira
- Laminària brongardiana Postels & Ruprecht [10]
- Laminària bulbosa J. V. Lamouroux
- Laminària bullata Kjellman
- Laminària complanata (Setchell & N. L. Garder) Muenscher
- Laminària digitata (Hudson) J. V. Lamouroux
- Laminaria ephemera Setchell —[11]
- Laminaria farlowii Setchell —[11]
- Laminaria groenlandica — British Columbia
- Laminaria hyperborea (Gunnerus) Foslie —
- Laminaria inclinatorhiza J. Petrov & V. Vozzhinskaya

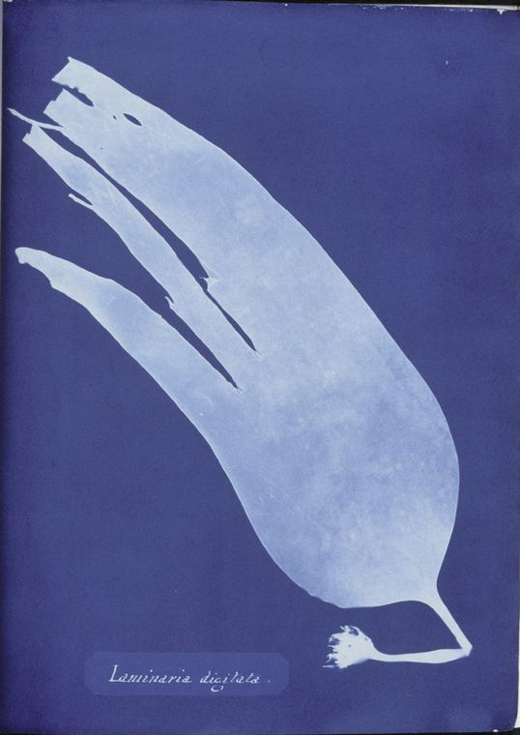
Laminaria digitata, Cianotip per Anna Atkins, 1843

- Laminaria multiplicata J. Petrov & M. Suchovejeva

- Laminaria nigripes J. Agardh
- Laminaria ochroleuca Bachelot de la Pylaie
- Laminaria pallida Greville — South Africa,[12] Indian Ocean, Canary Islands and de Tristán da Cunha [13]
- Laminaria platymeris Bachelot de la Pylaie
- Laminaria rodriguezii Barnet
- Laminaria ruprechtii (Areschoug) Setchell
- Laminaria sachalinensis (Miyabe) Miyabe
- Laminaria setchellii P. C. Silva
- Laminaria sinclairii (Harvey ex J. D. Hooker & Harvey) Farlow, Anderson & Eaton — North American Pacific coast [11]
- Laminaria solidungula J. Agardh
- Laminaria yezoensis Miyabe